# Кроново (Гіжицький повіт)
Кроново (пол. Kronowo, нім. Kronau) — село в Польщі, у гміні Рин Гіжицького повіту Вармінсько-Мазурського воєводства.
Населення — 72 особи (2011).
У 1975—1998 роках село належало до Сувальського воєводства.

## Демографія
Демографічна структура станом на 31 березня 2011 року:
|          | Загалом | Допрацездатний вік | Працездатний вік | Постпрацездатний вік |
| -------- | ------- | ------------------ | ---------------- | -------------------- |
| Чоловіки | 39      | 3                  | 31               | 5                    |
| Жінки    | 33      | 5                  | 19               | 9                    |
| Разом    | 72      | 8                  | 50               | 14                   |